# Ten$Ion
Ten$Ion è il secondo album del gruppo musicale sudafricano Die Antwoord, pubblicato nel 2012 dalla Zef Recordz.

## Tracce
1. Never Le Nkemise 1 – 2:52
2. I Fink U Freeky – 4:40
3. Pielie (skit) – 0:09
4. Hey Sexy – 5:08
5. Fatty Boom Boom – 3:45
6. Zefside Zol (interludio) – 0:56
7. So What – 3:51
8. Uncle Jimmy (skit) – 1:21
9. Baby's On Fire – 3:56
10. U Make A Ninja Wanna Fuck – 3:16
11. Fok Julle Naaiers – 3:54
12. DJ Hi-Tek Rulez – 1:37
13. Never Le Nkemise 2 – 3:21